# Mangala Valles
Mangala Valles je komplex vzájemně se překrývajících a křižujících údolí a koryt na povrchu Marsu, které se nachází na jižní polokouli v jihozápadní oblasti Tharsis. Pozorování naznačují, že systém koryt byl vytvořen sérií záplav, kdy voda vyrazila na povrch někdy v období Amazonia. Důvodem průniku kapalné vody na povrch byl vznik zlomu Mangala Fossa, který se táhne přibližně v západo-východním směru v délce několika stovek kilometrů. Oblast Mangala Valles se táhne převážně ve směru jih-sever ze zmiňované oblasti Mangala Fossa do oblasti nížin poblíž Amazonis Mensa, které přecházejí do rozsáhlé roviny Amazonis Planitia.
Pojmenování oblasti pochází z jazyka sanskrt, kde slovo Mangala označuje planetu Mars. Bylo zavedeno v roce 1973.

## Vznik údolí

Pohled na začátek údolního systému Mangala Valles

Jedna teorie předpokládá, že Mangala Vallis vznikla jako výsledek interakcí žhavého magmatu s vodou uloženou v podobě podpovrchového vodního ledu v marsovské kryosféře. Žhavé magma vedlo k roztání ledu, čímž vznikla kapalná voda, která se následně vyvalila na povrch způsobila rozsáhlé záplavy a erozivní silou pak přetvořila povrch do současné podoby. Neustále ale existují nejasnosti o množství vody či bahna, které bylo na povrch uvolněno a o období, po jak dlouho k záplavě či záplavám docházelo.

## Vzhled
Systém Mangala Valles začíná v jižní části, kde prochází v délce několika seti kilometrů zlomový systém Mangala Fossa.